# Varga Domokos György
Varga Domokos György (Budapest, 1952. október 2.) magyar író, újságíró, szerkesztő, szélsőjobboldali politikai aktivista.

## Származása
Budapesten született egy hétgyermekes család harmadik tagjaként. Szülei: Varg(h)a Domokos író, Vargha Domokosné (szül. Stolte Magdolna) tudománytörténész. Egyike a Kutyafülűek című családtörténet szereplőinek.

## Iskolái
Budapesten végezte iskoláit: Diana úti Általános Iskola, Móricz Zsigmond Gimnázium, Marx Károly Közgazdaság-tudományi Egyetem. 1976-ban szerzett közgazdász diplomát gazdaságszervező szakágazaton.

## Pályakezdés
Két évig volt vállalatszervező, egy évig újságkihordó, majd újabb két éven át fűtő és takarító egy általános iskolában. Ezután értékelemzéssel foglalkozott. 1984-ben videojátékokat tervezett, a Gun Dogs és a Seesaw a Novotrade sikeres fejlesztései közé tartozott. 1989–92 között vállalati tanácsadóként folytatott önálló vállalkozást.

## Pályamódosítás: közéleti szerepvállalás
1990-ben, a rendszerváltozás utáni első szabad választások idején a Népszabadság cikként közölte olvasói levélnek szánt írását. A Kisebbség és zsarnokság címen megjelentetett elemzés a hazai médiában nagy vitát és felháborodást váltott ki, a szerzőt antiszemitizmussal vádolták.  
1992–93-ban az MDF sajtóirodáját, 1993-94-ben a Miniszterelnöki Hivatal Nemzeti Tájékoztatási Irodáját vezette. Utóbbi megbízatása összefüggött egy általa elkészített elemzéssel: ebben arról fejtette ki álláspontját, hogy Antall József miniszterelnök és pártelnök az MDF küszöbön álló országos gyűlésén hogyan akadályozhatná meg Csurka István, ill. a párt nép-nemzeti szárnyának többségbe kerülését.

## Újságírói tevékenysége
1992-től megszűnéséig a Pesti Hírlap, 1994–97 között a Magyar Demokrata  külső munkatársa és rendszeres szerzője volt. A Horn-kormányzat idején szamizdatot szerkesztett. 1997-től (a lap megszűnéséig) az Új Magyarország  főszerkesztője volt. 2001–06 között a Nap Tv  Kereszttűzben  c. műsorában szerepelt rendszeresen, kérdező újságíróként. 2005–07 között a Gondola (gondola.hu, internetes újság) tiszteletbeli főmunkatársa volt. 2008–9-ben mint a Magyar Konzervatív Alapítvány munkatársa a Magyar Nemzetstratégia című kötetet szerkesztette. 2010 februárjában megalapította  a Magyarok Szövetsége hetilapját, a Szilaj Csikót. A lapnak 2011 végétől már csak egy világhálós, független változata él mint „A társadalmai önszerveződés honlapja”.
2007-ig cikkei, elemzései jelentek meg egymással szemben álló ideológiájú lapokban, folyóiratokban, éves kiadványokban, így a Népszabadságban, a Magyar Nemzetben, az Élet és Irodalomban, a Magyar Fórumban, a Heti Magyarországban, a Magyarország Politikai Évkönyvében és a Médiafüzetekben. Eközben újságírókat, kommunikátorokat oktatott a Budapest Média Intézetben és a Soter Line Oktatási Központban.
2006 januárjában egy ügyészi határozat és az akkori kormányfő vagyonnyilatkozatának ellentmondásai miatt eljárást kezdeményezett Gyurcsány Ferenc miniszterelnökkel szemben.
2007 májusában „elbúcsúzott” a politikai újságírástól. Arra hivatkozott, hogy a balliberális kormánynak a 2006 őszi civil megmozdulások nyomán megmutatkozó brutális fellépése – a rendszerváltás kezdete óta először – azokat is tiltakozásra késztette, akik amúgy nem az ún. nemzeti oldalhoz kötődnek, ezért ő innentől a szépirodalomnak, a meseírásnak élhet. Ettől kezdve már csak a Szilaj Csikóban jelennek meg politikai témájú publicisztikái, s csak külön felkérésre ír politikai, közéleti témájú könyveket.
Újságírói munkásságáért 1997-ben Sajtótisztességért díjat kapott a Közakarat Egyesülettől; 2010-ben Nemzeti Újságírásért bronz fokozat díjat kapott a Független Újságírók Szövetségétől.
A Magyarok X. Világkongresszusa nyitó-konferenciáján, 2021-ben, A COVID-19 fedőnevű világuralmi hadművelet megfejtése címmel tartott előadást.
A Budaházy Bizottság az Igazságtételért társulat tagjaként tevékeny szerepet vállalt a Hunnia-per vádlottjainak, Budagházy György és 16 társa kiszabadításában, köztársasági elnöki kegyelemben részesíttetésében."Varga Domokos György a Budaházy Bizottság köztársasági elnökhöz és igazságügyi miniszterhez címzett leveleit ismertette."
A Magyarok XI. Világkongresszusán, 2024-ben, a Petőfi Sándor igazságáért c. Petőfi- konferencia keretében „Petőfi Sándor a mélyállam fogságában” címmel tartott előadást, a költő feltételezett szibériai élete elhallgatásának témájában. Ugyanez a világkongresszus kitüntetett figyelmet szentelt Varga Domokos Györgynek a kongresszus fő kiadványáról, Anton Carl Fischer: Szkíta-szarmata nevek és szavak magyarázata a magyar nyelvből c. művéről írt értékelésének.

## Politikai tárgyú könyvei[15]
Témaválasztásának visszatérő tárgya az ún. rendszerváltozás. Ennek az időszaknak a legtöbb éles vitát, olykor politikai háborúságot kiváltó eseményeit és folyamatait elemezte. Idevágó művei:
Göncz Árpád köztársasági elnök kifütyüléséről:
- A váratlan tanú. 1992. október 23. Véletlen vagy összeesküvés? ("ESA" Média Bt, 1995)

A rendszerváltás eredeti tőkefelhalmozásáról:
- K. I. kicsoda? Nem én gyúrtam össze. Így találtam (LKD, 1999)

A rendszerváltozásról – alulnézetből:
- Csali, gyilkos, áldozat. A rendszerváltozás árnyékában (LKD, 2000)

A rendszerváltozás médiájáról:
- Elsőkből lesznek az elsők I-II. A magyar média metamorfózisa. MédiaHarcok és MédiaArcok (LKD, 2001) A könyv javított, 2. kiadása teljes egészében hozzáférhető az Országos Széchényi Könyvtár digitális könyvtárában:

A korrupcióról:
- Baksisvilág. A korrupció természetrajza a rendszerváltozás Magyarországán (Korona Kiadó, 2004)

A „demokrácián túli”, „zsigeri” szembenállásról:
- A törzsi háború természetrajza – a rendszerváltozás Magyarországán. Törzsi trilógia (hármaskönyv) (LKD, 2005) A könyv javított, 2. kiadása teljes egészében hozzáférhető az Országos Széchényi Könyvtár digitális könyvtárában:

A párton kívüli, civil tömegmozgalom lehetőségéről:
- Ki vagy, Vukics? Interjú Vukics Ferenccel, a Magyarok Szövetsége elnökével könyvben és filmen (Magyarok Szövetsége Alapítvány, 2009)

A „nemzeti” jogvédelem fontosságáról:
- Jogvédők a nemzet szolgálatában, 2004–2011 (Nemzeti Jogvédő Alapítvány, 2011) A könyv teljes egészében hozzáférhető az Országos Széchényi Könyvtár digitális könyvtárában.

A rendszerváltozás médiájáról – új megközelítésben:
- Új médiatörténelem. (1956–) 1989–2010 (–2014), A magyar rendszerváltozás tömegközlésének természetrajzához. Magyar Elektronikus Könyvtár (OSZK), (2014),

A fordulat éveiről:
- Összegyűjtött írások, gondola, 2005-2007. Magyar Elektronikus Könyvtár (OSZK), (2016),

A Budaházy-ügyről és a civilpolitika alapjairól:
- A Budaházy-ügy örök tanulságai. A sikeres civilpolitika alapjai (HAZATÉRÉS TEMPLOMA Református Egyházközség, 2024) ‒ Könyv a Budaházy-ügyről. "A tizenöt évig húzódó, koncepciózus elemektől terhelt, végül világnézeti szekértáborokon átívelő nemzeti összefogás nyomán államfői kegyelemmel lezárult Budaházy-ügy történetét foglalta össze új kötetében Varga Domokos György."

## Szépirodalmi munkássága
Ötvenhárom éves volt, amikor megjelent első mesekönyve (Cin-Cin). Filmes változatának forgatókönyvét a Nemzeti Média- és Hírközlési Hatóság támogatásra érdemesítette.  Következő mesekönyvéről (Fittyfirity) televíziós film készült; a művet közmegbecsülésnek örvendő közszereplők méltatták.  A harmadik mesekönyvéhez (Habocska) Gryllus Vilmos Kossuth-díjas zeneszerző alkotott zenét, és Bokor Barna marosvásárhelyi színész adta hozzá a hangját. A könyv eszperantó változata teljes egészében hozzáférhető az Országos Széchényi Könyvtár digitális könyvtárában.
Következő mesekönyve (Egyetlen történet. A csúf kiskacsa és egyéb állatmesék) felnőtteknek szól. A kötet kisregénye (A csúf kiskacsa), George Orwell Állatfarmjának egy időszerű változata. A nyúl és a sün című állatmesét eszperantóra fordították.
2015-ben jelent meg mesés elbeszélő költeménye, a Tévé a tanyán (a Nemzeti Kulturális Alap támogatásával). A Búvópatak című irodalmi folyóirat mint egy tetszhalott állapotban lévő műfaj esetleges feltámadásáról értékezik róla.

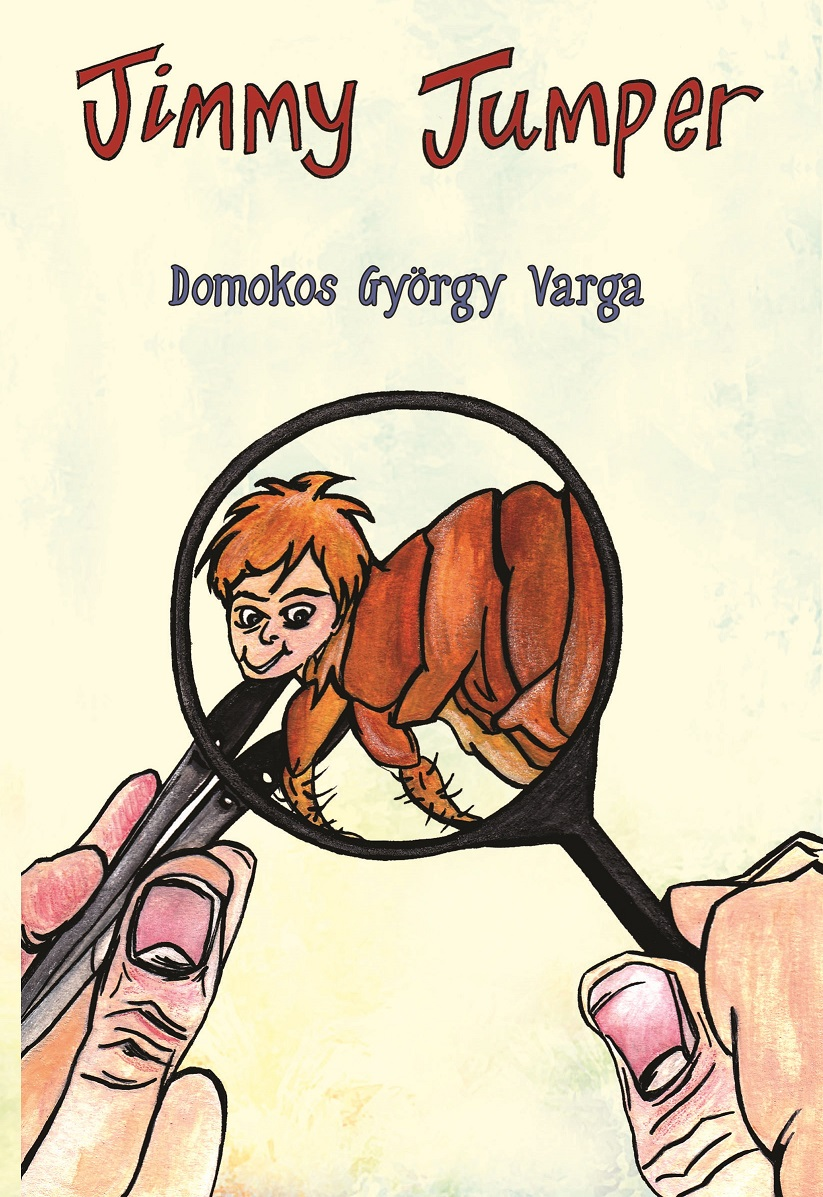
A Bilhebolha angolul

A következő évben, Bilhebolha címmel, Beavató mesefüzér alcímmel jelent meg (a Hét Krajcár gondozásában, ugyancsak a Nemzeti Kulturális Alap támogatásával) serdülőknek, fiataloknak szóló, egyszerre meseszerű és filozofikus könyve. A könyv angolul is megjelent Jimmy Jumper címen a Vanguard Press kiadó (Pegasus) gondozásában, Csicsery-Rónay Erzsébet fordításában.

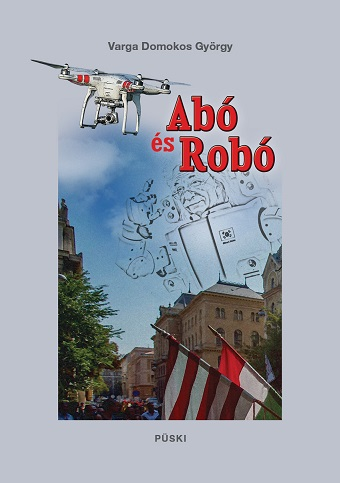
Varga Domokos György: Abó és Robó

A 2017-ben kiadott, Abó és Robó című, csaknem 600 oldalas regényében „nagyszerű arányban keveredik mese és valóság: a tudományos-fantasztikus irodalom, a családtörténet, a költészet – a politikai közbeszéd legfrissebb témáival”.  Rubik Lászlót, a történet elbeszélőjét azzal bízza meg a világ leghatalmasabb informatikai cégének vezetője, hogy készítse el az első igazán emberszabású robotot. Rubik László tizenöt éves gyermekének, Abónak nincs, és már nem is lesz testvére. Robó ezért „születik meg” Abó öccseként. Abó mindent elkövet a radikális hazafiak, Budaházy György és társai kiszabadításáért, még Robót sem rest bevetni.

## Szépirodalmi művei[23]
- Cin-Cin. Igaz mese egy kisfiúról és az ő barátjáról (LKD, 2005)
- Fittyfirity. Igaz történet egy hajléktalanról és a csodálatos kutyájáról (LKD, 2007)
- Habocska (Mesekönyv kicsiknek és szülőknek, Perjés Bernadettel, Gryllus Vilmossal, Bokor Barnával) (Reintegratio Alapítvány, 2009)
- Egyetlen történet. A csúf kiskacsa és egyéb állatmesék (LKD, 2009)[24]
- Tévé a tanyán. Elbeszélő költemény. (Hét Krajcár, 2015, az NKA támogatásával)
- Bilhebolha. Beavató mesefüzér (Hét Krajcár, 2016, az NKA támogatásával)
- Abó és Robó (Püski Kiadó, 2017)

## Életrajzi művek[23]
Legelső könyvében (1993) a Kutyafülűek íróját és szereplőit szólaltatta meg: miként látják életük alakulását a családról szóló könyv tükrében. Az És így tovább... a Kutyafülűek egy újabb kiadásával egy kötetben jelent meg. A Szentkuthy Miklós lányáról szóló életrajzi írása (Előlép Pfisterer Marion)   eszperantó nyelven is megjelent.
- És így tovább... Ikerkötet (Varga Domokos: Kutyafülűek c. könyvével. Hét Krajcár, 1993)
- Előlép Pfisterer Marion. Mozaikok Szentkuthy Miklós lányának viszontagságos életéből (LKD, 2013)
- DOMOKOS GYÖRGY VARGA: Marion Pfisterer sursceniĝas. Mozaikeroj el la turmentoplena vivo de la filino de Miklós Szentkuthy (Eszperantó nyelvű, Magyar Elektronikus Könyvtár /OSZK./, 2014, )

## Könyvszerkesztői munkássága[23]
Az alábbi politikai, szépirodalmi és életrajzi könyveket szerkesztette:
- Vargha Domokosné: Merre jársz most, Dombikám? Ötvennégy közös esztendő kései krónikája (Nyitott könyv, 2006)
- Verzár Éva: Mire megvirrad. Mai székely balladák. (Hét Krajcár Kiadó, 2008)
- Magyar Nemzetstratégia (a kötet főszerkesztője és egyik szerzője) (Magyar Konzervatív Alapítvány, 2008)
- Magyar önrendelkezés, emberi jogok és jogvédelem a Kárpát-medencében KONFERENCIA a trianoni diktátum 93. évfordulóján (Nemzeti Jogvédő Szolgálat, 2013)
- Verzár Éva: Lármafák oltalmában. Mai székely balladák (Reintegratio Alapítvány, 2013)
- Verzár Éva: Anyaország ölében (Hét Krajcár Kiadó, 2015)
- Jelentés a Nemzeti Jogvédő Szolgálat 2006. őszi rendőrterrorral és megtorlásokkal összefüggő jogvédő küzdelmeiről a 10. évfordulón (Nemzeti Jogvédő Alapítvány, 2016)
- Késsél soká, örök tél! – Varga Domokos költeményei (Hét Krajcár Kiadó, 2018; társszerkesztő: Benke László)
- dr. Gaudi-Nagy Tamás: Nemzeti jogvédelem – Az európai értékek és a nemzeti önazonosság elleni globalista-patriofób támadások, és az ellenük való védekezés nemzetállami, jogvédő és civil eszközökkel (Szerzői kiadás, 2019. Előszó: Varga Domokos György: A liberális jogfelfogástól a nemzeti önvédelemig

## Interjúk Varga Domokos Györggyel
- Írósors, könyvsors. Beszélgetés Varga Domokos Györggyel – új könyve ürügyén[25]
- Fogadj örökbe egy kistelepülést! A Szilaj Csikó hetilap első születésnapján[26]
- A politikai újságírástól való búcsú okáról[27]

## Varga Domokos Györgyről írták
(1) 
„(...) A választások után, a békés párbeszédre törekedve, jó néhányszor találkoztunk a hazai jobboldal számos ismert alakjával. Vendégünk volt több alkalommal is Varga György Domokos [helyesen: Varga Domokos György – a szerk.] úr is, akinek akkoriban jelent meg az Élet és Irodalomban a hazai jobboldal képviselői közül egyetlenként Kertész Imre Sorstalanság című művét igen nagyra tartó, bizonyos kérdéseket mégis opponáló, vitaindító esszéje. Itt most felemlíthetném én is Varga numerus claususszal kacérkodó 1990. április 29-i Népszabadság-beli cikkét, de nem teszem. Hosszú út vezetett 2003. január 10-ig, az ÉS-ben Kertész Imréről publikált Varga-írásig. Az az ember, akit beszélgetéseink során megismertünk, a leghalványabb mértékben sem volt antiszemita. Ezt a sorainkban helyett foglaló két egykori auschwitzi fogoly is megerősítheti. György Péter igaztalan vádja nemcsak Vargát mint a hazai jobboldal mi térfelünkre áttévedt képviselőjét (tudatosan átjött parlamenterét?) sértette meg, hanem mindazokat, akik kinyújtott kezét elfogadták.” Fáy László, az MMM alapító tagja
(2)
„Néhány hónapja megkeresett Varga Domokos György, akit egy kicsit ügyetlenül megírt és nagyon csúnyán félreértett 1990-es cikke miatt a baloldali, liberális oldal a sátán szószólójának, a numerus clausus élharcosának kiáltott ki. Megkeresésének nem volt semmi konkrét célja, csak úgy érezte, talán szót tudunk érteni egymással néhány fontos kérdésben. Hosszasan beszélgettünk személyesen is és e-mailekben is. Kiderült, hogy szinte semmiben sem értünk egyet, mégis egy-két fontos dologban igen – például abban, hogy ezt a törzsi háborút most már abba kéne hagyni. És ami a legfontosabb: miközben alapvetően nem értettünk egyet, meg sem fordult a fejünkben, hogy utáljuk egymást. Két ember kifejtette egymásnak a nézeteit a világról, egyik sem akarta meggyőzni a másikat, és mindketten sok mindent megértettünk a másik szempontjaiból annak ellenére, hogy egészen alapvető dolgokban továbbra sem értünk egyet.” Mérő László

## Egyéb szakmai információ
A Két költősors a nemzet feletti erők fogságában c. konferencia szakmai szervezője és egyik előadója volt.

## Család
Három gyereke van. Első házasságából (Harmos Katalintól) született Sára (1974), második házasságából (Seszták Ágnestől) Domokos András (1978), jelenlegi házasságából (Dénes Krisztinától) Vázsony (2002).